# Bouwdok Barendrecht

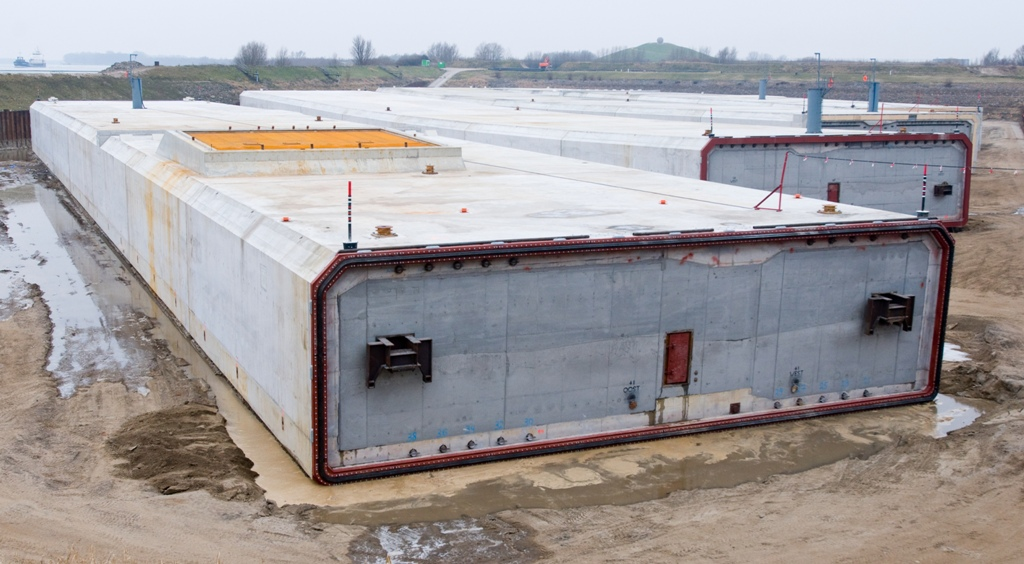
Element voor de Tweede Coentunnel in Bouwdok Barendrecht

Bouwdok Barendrecht is een Nederlands droogdok voor het bouwen van elementen voor afgezonken tunnels. Het bestaat sinds 1966 en ligt in Barendrecht, aan de Oude Maas. Onder andere voor de Tweede Coentunnel zijn hier elementen gebouwd. 
Het bouwdok beslaat 10 hectare aan de Achterdijk in Barendrecht, en is 10 meter diep. Het is eigendom van Rijkswaterstaat. 

## Geschiedenis
Dit bouwdok is in 1966 aangelegd, ten behoeve van de bouw van tunnelelementen voor de Heinenoordtunnel. 
In 1996-1997 is het aangepast aan de geldende normen. Rond het dok werd een sleuf van 35 meter diepte uitgegraven, tot in een waterkerende kleilaag. Deze sleuf is volgestort met bentoniet en beton. Zo is rond het dok een damwand gevormd die de hoeveelheid instromend grondwater aanzienlijk beperkt. 

## Gebruik
Voor gebruik wordt het bouwdok leeggepompt. Dan worden tunnelelementen uit gewapend beton opgebouwd. Deze elementen bestaan uit een bodem, zijwanden, en een dak. Ze worden voorzien van ballasttanks en kopschotten. Als de elementen klaar zijn laat men het bouwdok vol water lopen. De dijk tussen de Oude Maas en het bouwdok wordt doorgraven. De ballasttanks van een tunnelelement worden leeggepompt waardoor dit gaat drijven. Het wordt over water naar de eindbestemming gesleept en afgezonken. Met rubbermanchetten worden de elementen aan elkaar gekoppeld, waarna de kopschotten worden weggebroken.

## Dokdeur
Het doorgraven en na afloop herstellen van de dijk tussen de Oude Maas en het bouwdok kost 3,6 miljoen euro per keer. Volgens een studie zou een deurconstructie haalbaar zijn en op termijn kunnen worden terugverdiend.

## Tunnels
Overzicht van tunnels waarvoor in dit bouwdok elementen zijn gebouwd: 

- 1966-1968 - Heinenoordtunnel
- 1972-1975 - Drechttunnel, Kiltunnel, Leidingtunnel Oude Maas en Hollandsch Diep
- 1987-1990 - Willemsspoortunnel, Noordtunnel
- 1993-1995 - Wijkertunnel
- 1997-2000 - Tweede Beneluxtunnel
- 2009-2011 - Tweede Coentunnel[3]

## Aquarendrecht
In 2021 overwoog Rijkswaterstaat in het droogdok twee bogen van de Van Brienenoordbrug op te knappen. De lokale politieke partij Echt voor Barendrecht was tegen, en stelde voor het droogdok onder de noemer Aquarendrecht om te toveren tot een plek voor recreatie, feesten en ander vermaak. Er zou onder meer een waterskibaan, een drijvend zwembad, een strandje met horeca en een klimbos moeten komen.
Rijkswaterstaat besloot van gebruik voor het opknappen van de Van Brienenoordbrug af te zien. Het droogdok zou nu worden gebruikt voor materiaalopslag ten behoeve van de renovatie van de Tweede Heinenoordtunnel.